# Étrembières
Étrembières är en kommun i departementet Haute-Savoie i regionen Auvergne-Rhône-Alpes i sydöstra Frankrike. Kommunen ligger i kantonen Annemasse-Sud som tillhör arrondissementet Saint-Julien-en-Genevois. År 2022 hade Étrembières 2 624 invånare.

## Befolkningsutveckling
Antalet invånare i kommunen Étrembières
| Referens: INSEE |